# Hemiberlesia momicola
Hemiberlesia momicola är en insektsart som först beskrevs av Sadao Takagi och Kawai 1966.  Hemiberlesia momicola ingår i släktet Hemiberlesia och familjen pansarsköldlöss. Inga underarter finns listade i Catalogue of Life.